# 컬럼비아 파크
컬럼비아 파크(Columbia Park)은 미국 펜실베이니아주 필라델피아에 위치한 야구장이다. 과거 MLB 필라델피아 애슬레틱스, 필라델피아 필리스의 홈구장으로 사용했다.